# Грисхайм, Эрнестина фон
Эрнестина фон Грисхайм (швед. Ernestine von Griesheim, в замужестве Palmfelt; 1707—1767) — шведская придворная художница, фрейлина.

## Биография
Родилась в 1707 году.
Эрнестина была фрейлиной у королевы Ульрики Элеоноры, затем служила Луизе Ульрике Прусской. Она находилась в составе свиты, которая сопровождала Луизу на её свадьбу в Швецию в 1744 году. Также Эрнестина была участницей любительской театральной труппы Луизы Ульрики (Lovisa Ulrikas amatörteatersällskap), которая исполняла пьесы при королевском дворе.
Эрнестина фон Грисхайм оставила свою службу при дворе в 1752 году, выйдя замуж за Густафа Эрика Палмфельта (Gustaf Erik Palmfelt, 1711–1758).
В 1766 году она была назначена в должности  underhovmästarinna у кронпринцессы Софии Магдалены.
Эрнестина Палмфельт известна также как придворная художница; она представлена двумя картинами, написанными маслом, в Национальном музее Швеции.
Умерла 22 февраля 1767 года в Стокгольме.